# Spilocuma watlingi
Spilocuma watlingi är en kräftdjursart som beskrevs av Omholt och Heard 1979. Spilocuma watlingi ingår i släktet Spilocuma och familjen Bodotriidae. Inga underarter finns listade i Catalogue of Life.